# 萨哈斯万
萨哈斯万（Sahaswan），是印度北方邦Budaun县的一个城镇。总人口58194（2001年）。

## 人口
该地2001年总人口58194人，其中男性30440人，女性27754人；0—6岁人口11321人，其中男5954人，女5367人；识字率31.21%，其中男性为36.33%，女性为25.58%。